# حوزه انتخابیه ششم نیویورک
حوزه انتخابیه ششم نیویورک یک حوزه انتخابیه مجلس نمایندگان آمریکا است که در ایالت نیویورک قرار دارد.